# Chrysso nordica
Chrysso nordica es una especie de araña tejedora de telaraña del género Chrysso, de la familia Theridiidae, orden Araneae. Fue descrita por Chamberlin & Ivie en 1947.
Se distribuye por Francia, Hungría, Ucrania, Rusia (Europa hasta el Lejano Oriente), Kazajistán, Mongolia y América del Norte. Fue publicada en The spiders of Alaska. Bulletin of the University of Utah 37(10): 1-, 103.